# Крупп, Уве
У́ве Крупп (нем. Uwe Krupp; 24 июня 1965, Кёльн, ФРГ) — немецкий тренер и хоккеист, защитник. С 2006 по 2011 год был тренером сборной Германии по хоккею. C 2018 по 2020 являлся главным тренером клуба «Спарта Прага»

## Карьера
С 1986 по 2003 годы выступал в НХЛ, в 1996 году выиграл Кубок Стэнли в составе «Колорадо Эвеланш». В 2002 году Крупп был в составе «Детройта», когда тот выигрывал Кубок Стэнли, однако пропустил сезон из-за травмы. В НХЛ Крупп сыграл 729 матчей. За сборную Германии ему удалось сыграть лишь на Чемпионатах мира по хоккею с шайбой 1986 и 1990, а также на Зимних Олимпийских играх в Нагано.
После окончания карьеры Крупп был назначен ассистентом главного тренера молодёжной сборной, а в 2005-м — помощником наставника сборной Германии Грега Посса. В 2006 году Крупп возглавил сборную Германии — перед Олимпиадой в Турине, где сборная Германии заняла 10-е место. В том же году Крупп вернул сборную в группу А чемпионата мира. На Чемпионатах мира по хоккею с шайбой 2007 и 2008 команда становилась 9-й и 10-й соответственно. Однако на мировом первенстве-2009 в Швейцарии немцев ждал провал, они заняли лишь 15-е место и выбыли бы из группы сильнейших, если бы следующий чемпионат мира проходил не в Германии. На Олимпийских играх в Ванкувере 2010 сборная Германии вновь заняла неутешительное для себя 11-е место. Круппу со стороны руководства Хоккейного союза Германии был предъявлен ультиматум вплоть до отставки с поста главного тренера команды с условием, что на домашнем чемпионате мира по хоккею 2010 сборная должна пробиться в четвертьфинал. В итоге сборная Германии пробилась не только в четвертьфинал, но и вышла в полуфинал и заняла четвёртое место. На следующем чемпионате мира по хоккею с шайбой, который проходил в Словакии, сборная Германии также показала достойный результат. В своей группе заняла первое место, выиграв все матчи (у сборной России 2:0, у Словакии 4:3 и Словении 3:2). В четвертьфинале команда уступила сборной Швеции 5:2 и заняла в итоге седьмое место. В 2011 году Уве Крупп и Федерация хоккея Германии не договорились о новом контракте. Крупп покинул свой пост и ушёл в клуб немецкой хоккейной лиги (DEL) Кёльнер Хайе на должность главного тренера и спортивного директора одновременно. В начале октября 2014 года весь тренерский состав клуба был отправлен в отставку. С декабря 2014 до лета 2018 года был главным тренером клуба «Айсберен Берлин». С лета 2018 до конца января 2020 года занимал должность главного тренера чешского клуба «Спарта Прага».

### В сборной
Выступал за сборные команды ФРГ и объединённой Германии. На чемпионате мира 1990 года его допинг-проба дала положительный результат, он был дисквалифицирован на 18 месяцев.

## Статистика
| Легенда | Легенда                    | Легенда | Легенда                   | Легенда | Легенда    |
| ------- | -------------------------- | ------- | ------------------------- | ------- | ---------- |
| И       | Количество проведённых игр | Штр     | Штрафное время            | +/−     | Плюс-минус |
| Г       | Голы                       | П       | Голевые передачи          | О       | Очки       |
| -       | Статистика неизвестна      | —       | Статистика не учитывалась |         |            |

## Достижения и награды

### Как игрок

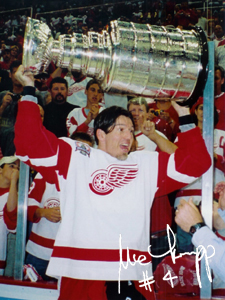
В 2002 году Крупп не стал официальным обладателем Кубка Стэнли, так как провёл слишком мало матчей в сезоне

Командные
| Год  | Команда            | Достижение               |
| ---- | ------------------ | ------------------------ |
| 1986 | Кёльн              | Чемпион ФРГ              |
| 1987 | Рочестер Американс | Обладатель Кубка Колдера |
| 1996 | Колорадо Эвеланш   | Обладатель Кубка Стэнли  |

Личные
| Год  | Команда        | Достижение                    | Достижение |
| ---- | -------------- | ----------------------------- | ---------- |
| 1991 | Баффало Сейбрз | Участник Матча всех звёзд НХЛ |            |

### Как главный тренер
Командные
| Год  | Команда  | Достижение                                              | Достижение |
| ---- | -------- | ------------------------------------------------------- | ---------- |
| 2006 | Германия | Победитель Первого дивизиона чемпионата мира (Группа A) |            |

Личные
| Год  | Команда      | Достижение      | Достижение |
| ---- | ------------ | --------------- | ---------- |
| 2013 | Кёльнер Хайе | Тренер года DEL |            |

Другие
| Год  | Достижение                             | Достижение |
| ---- | -------------------------------------- | ---------- |
| 2003 | Включён в зал хоккейной славы Германии |            |
| 2011 | Тренер года в Северной Рейн-Вестфалии  |            |
| 2017 | Включён в Зал славы ИИХФ               |            |